# Nike rozwiązująca sandał

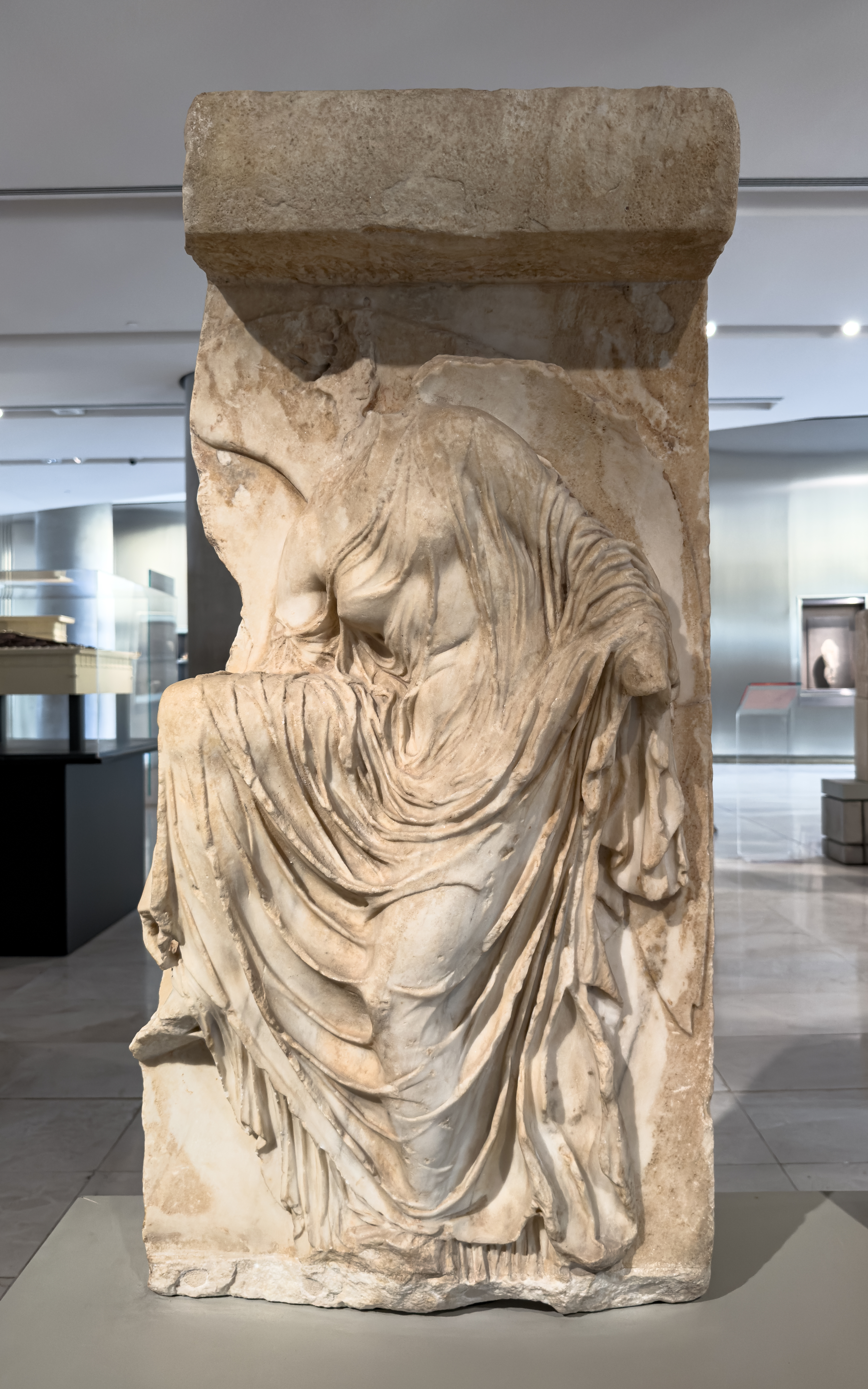
Relief z przedstawieniem Nike wiążącej sandał

Nike rozwiązująca sandał – płaskorzeźba wykonana w V w. p.n.e., w okresie klasycznym sztuki starożytnej Grecji. Pierwotnie znajdowała się w świątyni Ateny Nike na Akropolu, obecnie w Muzeum Akropolu w Atenach.
Płaskorzeźba stanowiła część balustrady z parapetem otaczającej świątynię, składającej się z kilkunastu płyt reliefowych. Przedstawiono na nich scenę składania ofiar w podzięce za odniesione zwycięstwo (zapewne Alkibiadesa nad Spartą), w której ukazano siedzącą Atenę z trofeami oraz boginie zajęte ozdabianiem tropajonu i prowadzeniem zwierząt na ofiarę. Nike ukazana jest w momencie rozwiązywania sandału, by zgodnie ze zwyczajem wejść do świątyni bez obuwia. Chociaż obecnie za temat płaskorzeźby uważa się Nike zdejmującą sandał, niekiedy bywa ona też nazywana Nike wiążącą [wkładającą] sandał (niem. Sandalbinder).
W toku badań nad zespołem płaskorzeźb wyróżniono kilku rzeźbiarzy, którzy je wykonali; postać Nike bywa przypisywana Kallimachowi. Płaskorzeźba reprezentuje tzw. styl mokrych szat, w którym rzeźbione szaty sprawiały wrażenie mokrych i przylegających do ciała, które choć okryte, było odpowiednio wyeksponowane. Dokładny czas powstania balustrady oraz płaskorzeźby z Nike nie jest znany i stąd różne jej datowanie: zdaniem niektórych badaczy prace nad parapetem rozpoczęto ok. 416 p.n.e., a według innych Nike powstała ok. 409-406 p.n.e.